# Tanius
Tanius (podle čínského geologa Xi Zhou Tana) byl kachnozobý (hadrosauridní) dinosaurus, žijící v období pozdní křídy (asi před 72 až 70 miliony let) na území dnešní Číny (souvrství Wang-ši). 

## Popis
Dospělí jedinci rodu Tanius dosahovali délky kolem 7 až 8 metrů a hmotnosti 2 tun. Je známý z objevu 73 disartikulovaných koster. Jako všichni kachnozobí dinosauři byl býložravý. Jeho zuby byly uzpůsobeny ke žvýkání tuhých větviček a listů. Byl popsán roku 1929 švédským paleontologem Carlem Wimanem podle typového exempláře T. sinensis. Jiné původně popsané druhy tohoto rodu byly později přiřazeny jiným rodům hadrosauridů.
Fosilní vejce objevená v Číně mohou patřit právě tomuto ornitopodovi.

## Validita taxonu
Vědecká studie z roku 2019 dokládá, že Tanius je zřejmě vědecky neplatné rodové jméno jakéhosi blíže neidentifikovaného hadrosaurina z příbuzenstva kritosaurinů a představuje sesterský taxon argentinského rodu Secernosaurus.